# Sympycnus strobli
Sympycnus strobli är en tvåvingeart som beskrevs av Octave Parent 1927. Sympycnus strobli ingår i släktet Sympycnus och familjen styltflugor. Inga underarter finns listade i Catalogue of Life.